# NGC 1567
NGC 1567 is een elliptisch sterrenstelsel in het sterrenbeeld Graveerstift. Het hemelobject werd op 28 december 1834 ontdekt door de Britse astronoom John Herschel.

## Synoniemen
- PGC 14934
- ESO 202-10
- AM 0419-482